# Liste der Monuments historiques in Saint-Gaudens
Die Liste der Monuments historiques in Saint-Gaudens führt die Monuments historiques in der französischen Gemeinde Saint-Gaudens auf.

## Liste der Bauwerke
| Bezeichnung                       | Beschreibung              | Standort                                                       | Kennzeichnung | Schutzstatus | Datum | Bild           |
| --------------------------------- | ------------------------- | -------------------------------------------------------------- | ------------- | ------------ | ----- | -------------- |
| Ehemalige Abtei Bonnefont         | Erbaut im 13. Jahrhundert | (Lage)                                                         | PA00094460    | Classé       | 1927  | weitere Bilder |
| Stiftskirche St-Pierre-St-Gaudens | Erbaut im 11. Jahrhundert | (Lage)                                                         | PA00094461    | Classé       | 1840  | weitere Bilder |
| Markthalle                        | Erbaut 1830               | Place du Palais (Lage)                                         | PA31000067    | Inscrit      | 2004  |                |
| Oratoire Notre-Dame-de-la-Caoue   |                           | Boulevard Jean-Pierre Wimille Rue du Père Marie Antoine (Lage) | PA00094666    | Inscrit      | 1929  | weitere Bilder |

## Liste der Objekte
- Monuments historiques (Objekte) in Saint-Gaudens in der Base Palissy des französischen Kultusministeriums